# Skorošice
Skorošice é uma comuna checa localizada na região de Olomouc, distrito de Jeseník.